# Ovidijus Vyšniauskas
Ovidijus Vyšniauskas (Marijampolé, 1957. március 19. –) litván énekes, dalszerző. Ő képviselte először Litvániát az 1994-es Eurovíziós Dalfesztiválon Lopsiné mylimai című dalával. A dal pontot sem szerezve az utolsó helyen végzett, így Litvánia volt Portugália után a második ország, amely nulla ponttal végzett a debütálásán.